# Pierce O’Leary
Pierce O’Leary (ur. 5 listopada 1959 w Dublinie) – irlandzki piłkarz, występujący na pozycji obrońcy. Brat Davida O’Leary’ego i ojciec Ryana O’Leary’ego.
Z zespołem Shamrock Rovers F.C. w 1986 zdobył puchar Irlandii. Z drużyną Celtic F.C. w 1986 wywalczył mistrzostwo Szkocji, a w 1985 puchar tego kraju. W latach 1979–1980 rozegrał 7 meczów w reprezentacji Irlandii.